# 小行星6822
小行星6822（英語：6822）是一颗围绕太阳公转的小行星。1986年10月28日，茲丹卡·瓦弗洛娃在克列特发现了此天体。
这颗小行星的绝对星等为337.3586621127164等。